# Шофьорът
„Шофьорът“ (на английски: The Driver) е американски криминален филм от 1978 година на режисьора Уолтър Хил с участието на Райън О'Нийл, Брус Дърн и Изабел Аджани. Филмът е изпълнен с впечатляващи преследвания с автомобили.
Режисьорите Куентин Тарантино, Никълъс Уиндинг Рефн и Едгар Райт споменават „Шофьорът“ като един от филмите, който ги е вдъхновил в творческата им работа. Филмите Живот на скорост и Зад волана са повлияни в голяма степен от него.

## Сюжет
Внимание:  Текстът по-долу разкрива сюжета на произведението (или части от него)!
Шофьорът (Райън О'Нийл) е наемен професионалист по измъкването с автомобил на крадци, веднага след извършването на банкови обири. Шофьорът използващ рядко само по няколко думи, попада под подозрението на детектив (Брус Дърн), решен на всичко за да го залови след поредния банков обир.

## В ролите
| Изпълнител    | Роля                    |
| ------------- | ----------------------- |
| Райън О'Нийл  | Шофьорът                |
| Брус Дърн     | Детективът              |
| Изабел Аджани | Играчът                 |
| Рони Блекли   | Връзката                |
| Мат Кларк     | Червен полицейски агент |
| Фелис Орланди | Златен полицейски агент |
| Джоузеф Уолш  | Гласес                  |
| Руди Рамос    | Тийт                    |
| Дени Мако     | Брокер                  |
| Франк Бруно   | Хлапето                 |